# Черлакское городское поселение
Черлакское городско́е поселе́ние — муниципальное образование в Черлакском районе Омской области Российской Федерации.
Административный центр — рабочий посёлок Черлак.

## История
Статус и границы городского поселения установлены Законом Омской области от 30 июля 2004 года № 548-ОЗ «О границах и статусе муниципальных образований Омской области»

## Население
| 2010    | 2011    | 2012    | 2013    | 2014    | 2015    | 2016    |
| ------- | ------- | ------- | ------- | ------- | ------- | ------- |
| 10 980  | ↘10 967 | ↗10 993 | ↘10 913 | ↘10 747 | ↘10 636 | ↘10 533 |
| 2017    | 2018    | 2019    | 2020    | 2021    | 2023    |         |
| ↘10 472 | ↗10 488 | ↘10 474 | ↗10 508 | ↘10 098 | ↘10 024 |         |

Гендерный состав
По данным Всероссийской переписи населения 2010 года в гендерной структуре населения из 10980 человек мужчин — 5013, женщин — 5967 (45,7 и 54,3 % соответственно).

## Состав городского поселения
| № | Населённый пункт | Тип населённого пункта                  | Население |
| - | ---------------- | --------------------------------------- | --------- |
| 1 | Черлак           | рабочий посёлок, административный центр | ↘10 024   |